# ХК ТПС
ХК Турун Палосеура или скраћено ТПС (фин. Turun Palloseura, ТРS) професионални је фински клуб хокеја на леду из града Туркуа. Тренутно се такмичи у елитној хокејашкој лиги Финске .
Своје домаће утакмице игра у ХК арени капацитета 11.820 места за хокејашке утакмице.

## Историјат
Клуб је основан 1922. под именом Турун Палосеура, а са интензивнијим радом започео је 7 година касније, 1929. године. 
Током своје историје клуб је чак 11 пута освајао титуле националног првака, а чак 10 титула је освојено од увођења плеј-оф система, те је по том параметру ТПС најуспешнији клуб у историји СМ-лиге. Рачунајући све титуле, успешнији су једино клубови из Тампереа Илвес и Тапара. 
Неки од најпознатијих играча који су поникли у овом клубу су Саку Коиву, Мико Коиву, Мика Кипрусоф, Сами Сало, Нико Капанен, Јере Лахтинен, Антеро Нитимеки и Лаури Корпикоски.

## Успеси
- Национални првак: 11 пута (1955/56, 1975/76, 1988/89, 1989/90, 1990/91, 1992/93, 1994/95, 1998/99, 1999/00, 2000/01, 2009/10)
- Финалиста плеј-офа: 7 пута (1976/77, 1981/82, 1984/85, 1993/94, 1995/96, 1996/97, 2003/04)
- Бронзана медаља СМ-лиге: 3 пута (1977/78, 1978/79, 1980/81)